# Белокрањски партизански одред
Белокрањски народноослободилачки партизански (НОП) одред је био партизанска јединица у саставу Народноослободилачке војске и партизанских одреда Југославије током Другог светског рата у Словенији.

## Историјат
Формиран је око 20. јуна 1942. од дотадашњег Белокрањског батаљона Долењског НОПО. Био је у саставу 5. групе одреда и имао око 500 бораца. Дејствовао је у Белој крајини, на Горјанцима и око Новог Места. Средином јула 1942. Одред је дао око 50 бораца за формирање 1. словеначке бригаде Тоне Томшич. Када је 23. септембра формирана бригада Иван Цанкар, у њен састав је ушао и 1. батаљон Одреда, док је 2. батаљон 27. септембра 1942. ушао у састав Взходнодолењског (Источнодолењског) НОПО. Одред је поновно формиран 2. децембра 1943. од делова 15. словеначке бригаде (Белокрањске). Имао је два батаљона са укупно око 200 бораца, а главни му је задатак био обезбедење слободне територије Беле крајине. На свом подручју мобилисао је борце за јединице 15. дивизије, одржавао курирске везе са војнотериторијалним органима, јединицама НОВ и ПО Хрватске и Главним штабом Словеније, и политички деловао у народу. У Мозељу (код Кочевја) од његовог 1. батаљона формиран је 14. маја 1944. Кочевски НОПО, али је 21. јула поновно расформиран, а његово људство ушло у састав Одреда. Наредбом Главног штаба Словеније од 28. априла 1945. људство Одреда ушло је у састав словеначке дивизије КНОЈ.